# Leenschap Sidon

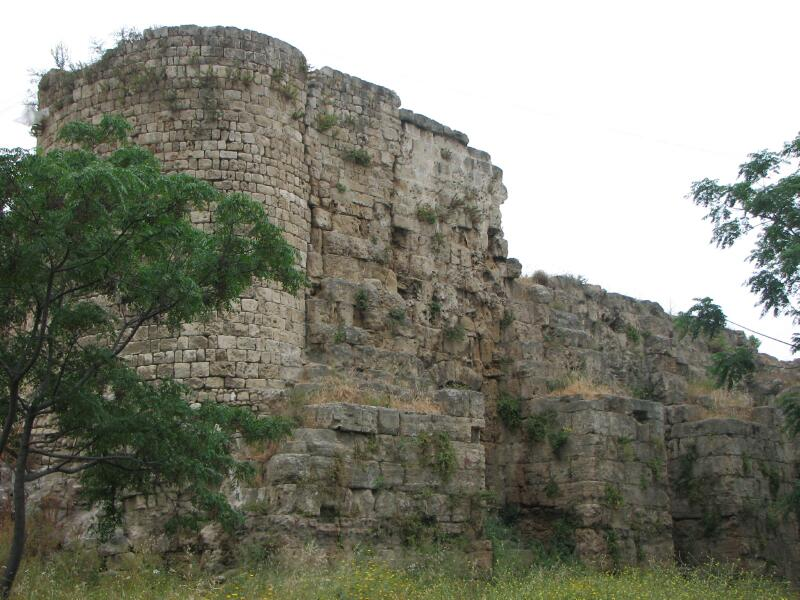
Het Sint-Lodewijkkasteel in Sidon

Het leenschap Sidon was een van de vier grootste heerlijkheden van het koninkrijk Jeruzalem, een van de kruisvaardersstaten. In werkelijkheid was de heerlijkheid niet veel groter dan naburig gelegen heerlijkheden als Toron of Beiroet, die vazalschappen waren van het vorstendom Galilea.
Sidon werd in december 1110 ingenomen en vergeven aan Eustatius Grenier. Het leen was een aan de kust gelegen gebied bij de Middellandse Zee, met het noordelijk gelegen Beiroet en zuidelijk Tyrus. De heren van Sidon verbleven een deel van het jaar in het Sint-Lodewijkkasteel, maar ook vaak in het Beaufortkasteel even buiten Sidon. In 1187 werd het leen veroverd door de Ajjoebiden onder leiding van Saladin en bleef het in moslimhanden tot 1197. Julian Grenier verkocht het aan de Tempeliers in de 13e eeuw, maar het werd later vernietigd door de Mongolen na de Slag bij Ain Jalut in 1260. Daarna werd de ruïne weer veroverd door de mammelukken. Er werd een korte periode van de 13e eeuw een kleine vazalschap gesticht binnen Sidon, genaamd het leenschap van de Schuf.

## Heren van Sidon
- (1110-1123) Eustatius I Grenier
- (1123-1171) Gerard Grenier
- (1171-1187) Renaud Grenier
- (1187-1197) Veroverd door Saladin,
- (1197-1202) Renaud Grenier (gerestaureerd)
- (1202-1239) Balian I Grenier
- (1239-1260) Julian Grenier
- (1260) Verkocht aan de Tempeliers
- (1260-1275) Julian Grenier (titulair)
- (1275-1277) Balian II Grenier (titulair)
- (ca. 1460) Filips van Lusignan (titulair)
- (voor juli 1485) Febus van Lusignan (titulair)